# جغرافیای اتیوپی

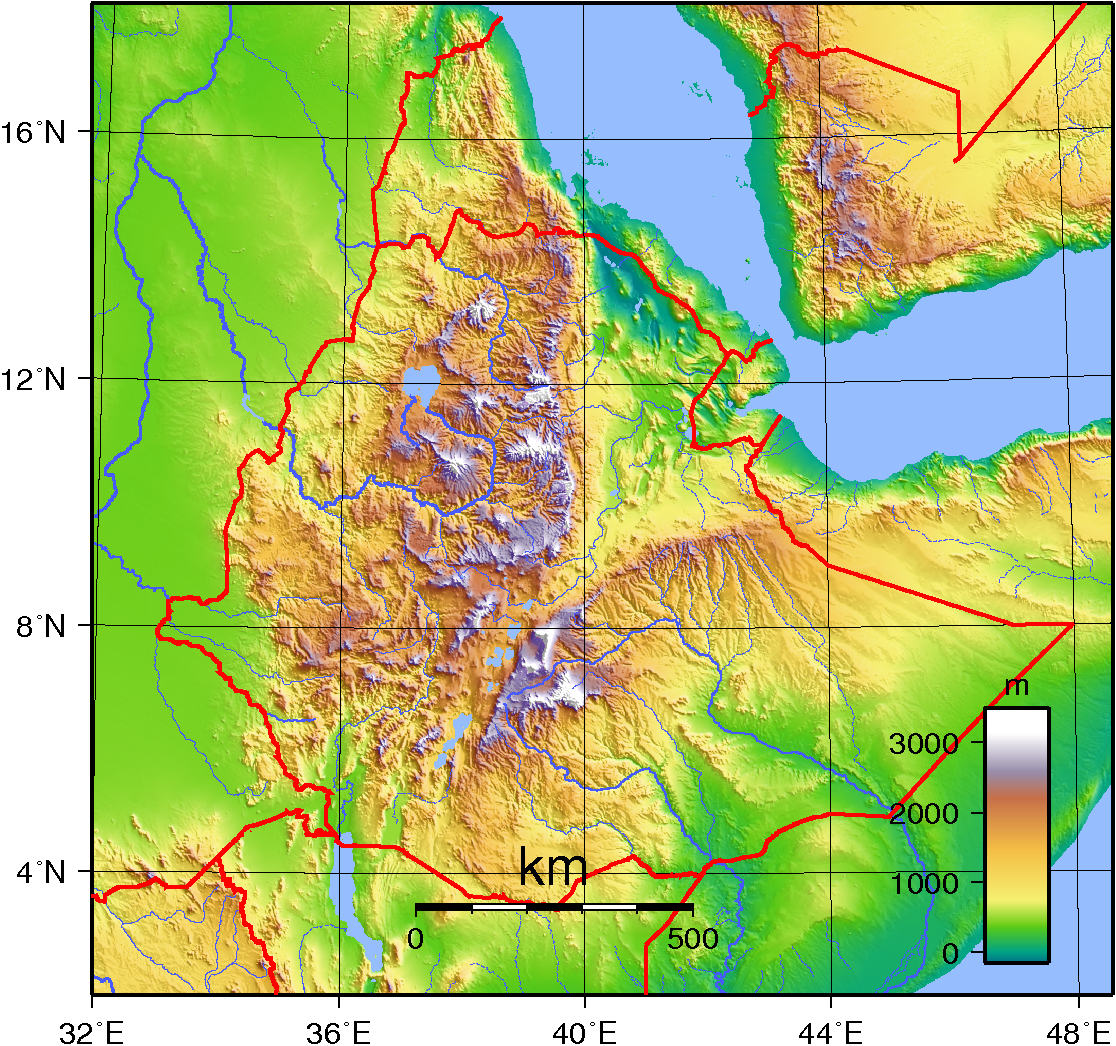
ناهمواری‌های اتیوپی.

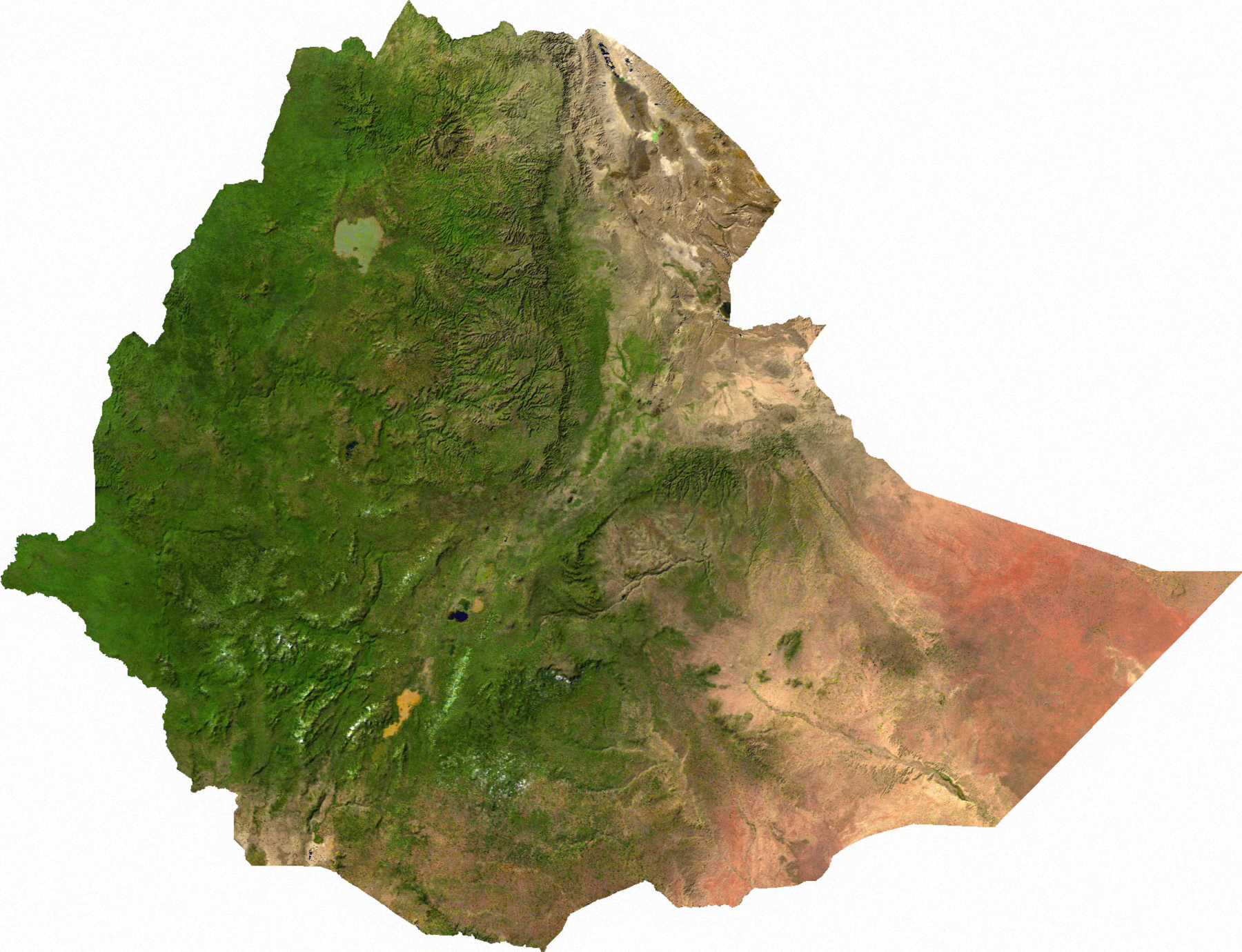
دید ماهواره‌ای از اتیوپی.

اتیوپی یکی از کشورهای آفریقایی است که در شاخ آفریقا واقع شده و بیشتر مساحت منطقه موسوم به شاخ آفریقا را اشغال کرده است. این کشور که تقریباً ۱٬۲۲۱٬۹۰۰ کیلومتر مربع مساحت دارد، از شمال با اریتره، از شرق با جیبوتی و سومالی، از غرب با سودان و سودان جنوبی و از جنوب با کنیا همسایه است.
فواصل شمال-جنوب و شرق-غرب کشور مشابه‌اند. پایتخت کشور، آدیس آبابا (به معنی: گُل نو)، تقریباً در مرکز کشور واقع شده است. اتیوپی بزرگ‌ترین و پرجمعیت‌ترین کشور شاخ آفریقا است. با جدا شدن اریتره در سال ۱۹۹۳، استان سابق اتیوپی در امتداد دریای سرخ، اتیوپی تبدیل به یک کشور محصور در خشکی شد.

## جغرافیای فیزیکی
اتیوپی دارای فلات مرکزی مرتفعی است که از ۱٬۲۹۰ تا ۳٬۰۰۰ متر بالاتر از سطح دریا متغیر است. بلندترین کوه کشور راس داشِن است که ۴۵۳۳ متر بلندا دارد.
دره کافتی بزرگ آفریقا که مانند شکاف بزرگی بر بخشی از شرق آفریقا خزیده کشور اتیوپی را به‌طور مورب به دو نیمه جغرافیایی بخش کرده است. زمین‌های اتیوپی به‌طور معمول رو به سوی این شکاف بزرگ ارتفاع بیشتری می‌گیرند و سپس با شیبی تند به پستی‌های دره می‌رسند.
اگرچه دسته‌بندی ناهمواری‌ها در اتیوپی کاری دشوار است اما پنج ویژگی توپوگرافیک قابل تشخیص است. این مناطق عبارتند از: ارتفاعات غربی، مناطق پست غربی، ارتفاعات شرقی، مناطق پست شرقی و دره کافتی. ارتفاعات غربی گسترده‌ترین و ناهموارترین جز از بخش‌های جغرافیایی اتیوپی است.

## رودها و دریاچه‌ها
شماری رودخانه‌ها از فلات اتیوپی عبور می‌کنند. به خصوص رود نیل آبی که از دریاچه تانا سرچشمه می‌گیرد. این فلات به تدریج به سمت مناطق پست سودان در غرب و دشت‌های سومالی در شرق شیب می‌یابد. غربی‌ترین منطقه اتیوپی رودخانه پیبور در روبروی دهکده دنجوک سودان است. شرقی‌ترین منطقه آن در امتداد مرز شرقی منطقه دولو در مقابل ایالت‌های پانتلند و گالمودوگ قرار دارد.
دریاچه تانا - بزرگ‌ترین دریاچه داخلی اتیوپی و مخزن اصلی رودخانه رود نیل - در ارتفاعات غربی و در ارتفاع حدود ۱۸۰۰ متری واقع شده است.
درجه حرارت بالا و کمبود رطوبت باعث می‌شود که شمال شرقی دره کافتی برای سکونت انسان جذاب نباشد. از طرف دیگر، بخش جنوب غربی دره کافتی، یک فرورفتگی باریک با ارتفاعات بسیار بالاتر است. این منطقه شامل دریاچه‌های اصلی اتیوپی و یک حوضه زهکشی داخلی از بسیاری از رودخانه‌های کوچک است که به دریاچه‌های آبایا، ابیاتا، اواسا، لانگانو، شالا، چامو و زیوی تخلیه می‌شود. این دریاچه‌ها با هم بیش از ۳۱۰۸ کیلومتر مربع سطح آب دارند. دره کافتی علیا یکی از پربارترین و آبادترین مناطق اتیوپی است.

## مرزها
بیشتر مرزهای اتیوپی با بستن عهدنامه‌های مختلف مشخص شده است اما مرز اتیوپی و سومالی از مدت‌ها قبل استثنا بوده است. یکی از بخش‌های آن مرز به خاطر تفسیرهای مناقشه‌برانگیز از معاهدات ۱۸۹۷ و ۱۹۰۸ که توسط انگلیس، ایتالیا و اتیوپی امضا شده است، هرگز مشخص نشده است. این بخش به عنوان «خط اداری» موقت با توافقنامه ۱۹۵۰ انگلیس-اتیوپی، هنگامی که سازمان ملل سومالی را به عنوان یک قلمرو تحت‌الحمایه ایجاد کرد، مشخص شد. پس از استقلال در سال ۱۹۶۰، سومالی از به رسمیت شناختن تمامی از معاهدات مرزی امضا شده بین اتیوپی و قدرت‌های استعماری پیشین خودداری کرد. دولت سومالی همچنین خواستار تجدید نظر در مرزها شد به‌طوری‌که بتواند سومالیایی‌ّای ساکن در اوگادن را به خاک خود منضم کند. در نتیجه، این مرز به سرچشمه خشونت مکرر و جنگ علنی بین اتیوپی و سومالی تبدیل شد.

## آب‌وهوا
آب و هوای اتیوپی و سرزمین‌های وابسته به آن از منطقه به منطقه بسیار متفاوت است. در فلات‌ها، معتدل و در مناطق جلگه‌ای گرم است. این کشور کاملاً در محدوده گرمسیری قرار دارد، اما نزدیک بودن آن به خط استوا با مرتفع بودن سرزمین جبران شده و به دماهای آن تعادل بخشیده است.
در آدیس آبابا که بلندای آن بین ۲۲۰۰ تا ۲۶۰۰ متر است، حداکثر دما ۲۶ درجه سانتی‌گراد و حداقل دما ۴ درجه سانتی‌گراد است. هوا در اتیوپی معمولاً آفتابی و خشک است، اما باران‌های کوتاه (معروف به «بِلگ») از فوریه تا آوریل و باران‌های زیاد (معروف به «مِهِر») از اواسط ژوئن تا اواسط سپتامبر می‌بارند. در بیشتر قسمت‌های اتیوپی و همچنین ارتفاعات اورومیا، آب و هوا بسیار سالم و معتدل است. با این حال، در دره‌های عمیق تکزه و آبای و به‌طور کلی در مکان‌های زیر ۱۲۰۰ متر، شرایط گرمسیری است و بیماری‌هایی مانند مالاریا شیوع دارد.
منطقه سومالی و سرزمین پست داناکیل در منطقه آفار دارای آب و هوای گرم، آفتابی و خشک است که ایجاد شرایط کاملاً بیابانی یا نیمه‌بیابانی می‌کند. زمین در حوضه تحتانی سوبات گرم، باتلاقی و بدخیم است.
در مناطق مرتفع، هوا در تابستان خنک و دلپذیر است و در زمستان بسیار ابری است. دامنه متوسط دما در این نواحی بین ۱۵ تا ۲۵ درجه سانتی‌گراد است. در کوه‌های بالاتر، آب و هوا دارای ویژگی‌های کوهستانی است. جو در فلات بسیار شفاف است، به طوری که اشیا در فواصل زیاد به راحتی قابل تشخیص هستند.
فصل بارندگی، از ژوئن تا اواسط سپتامبر، نه تنها برای اتیوپی بلکه برای کشورهای دره نیل از اهمیت زیادی برخوردار است، زیرا شکوفایی شرق سودان و مصر تا حد زیادی به میزان این بارندگی بستگی دارد. یک فصل باران خفیف ممکن است برای نیازهای اتیوپی کافی باشد، اما آب مازاد کمی برای راه یافتن به نیل وجود خواهد داشت؛ و کمی باران به معنی کمی اب رود نیل است، زیرا عملاً طغیان آن رودخانه از شاخه‌های اتیوپی سرچشمه می‌گیرند.

## زیست گیاهی
همان‌طور که مسافر در سفر یک روزه‌اش در اتیوپی ممکن است از شرایط گرمسیری به کوه‌های بلند برسد، طیف انواع گیاهان و جانوران نیز در این کشور بسیار زیاد است. در دره‌ها و مناطق پست، پوشش گیاهی انبوه است، اما شکل کلی فلات اتیوپی، نسبتاً برهنه با درختان و بوته‌هایی تنک و پراکنده است.
دره‌های کنار دامنه‌های کوه بسیار سرسبزند و تضاد دلپذیری با کوه‌های نیمه‌خشک اطراف به‌وجود می‌آورند.
این شرایط ویژه مناطق شمالی است. در جنوب پوشش گیاهی بر روی خود کوه‌های سرسبز بیشتر است. از میان انواع مختلف درختان و گیاهان می‌توان به نخل خرما، میموسا، زیتون وحشی، چنارهای عظیم‌الجثه، ارس، برگ بوی چینی، مر مکی و سایر درختان صمغی (بیشتر در دامنه‌های شرقی) اشاره کرود به اضافه نوعی کاج باشکوه (کاج زرد ناتال، که در برابر حملات مورچه سفید مقاومت می‌کند)، انجیر، پرتقال، لیموی شیراز، انار، هلو، زردآلو، موز و سایر درختان میوه و انگور، سیاه‌توت، تمشک و پنبه و گاهی اوقات نیشکر. در جنوب جنگل‌های بزرگی از درختان با ارزش چوب وجود دارد؛ و گیاه قهوه در ناحیه کافه بومی است. این ناحیه نام خود را از واژه قهوه گرفته است.

## زیست جانوری

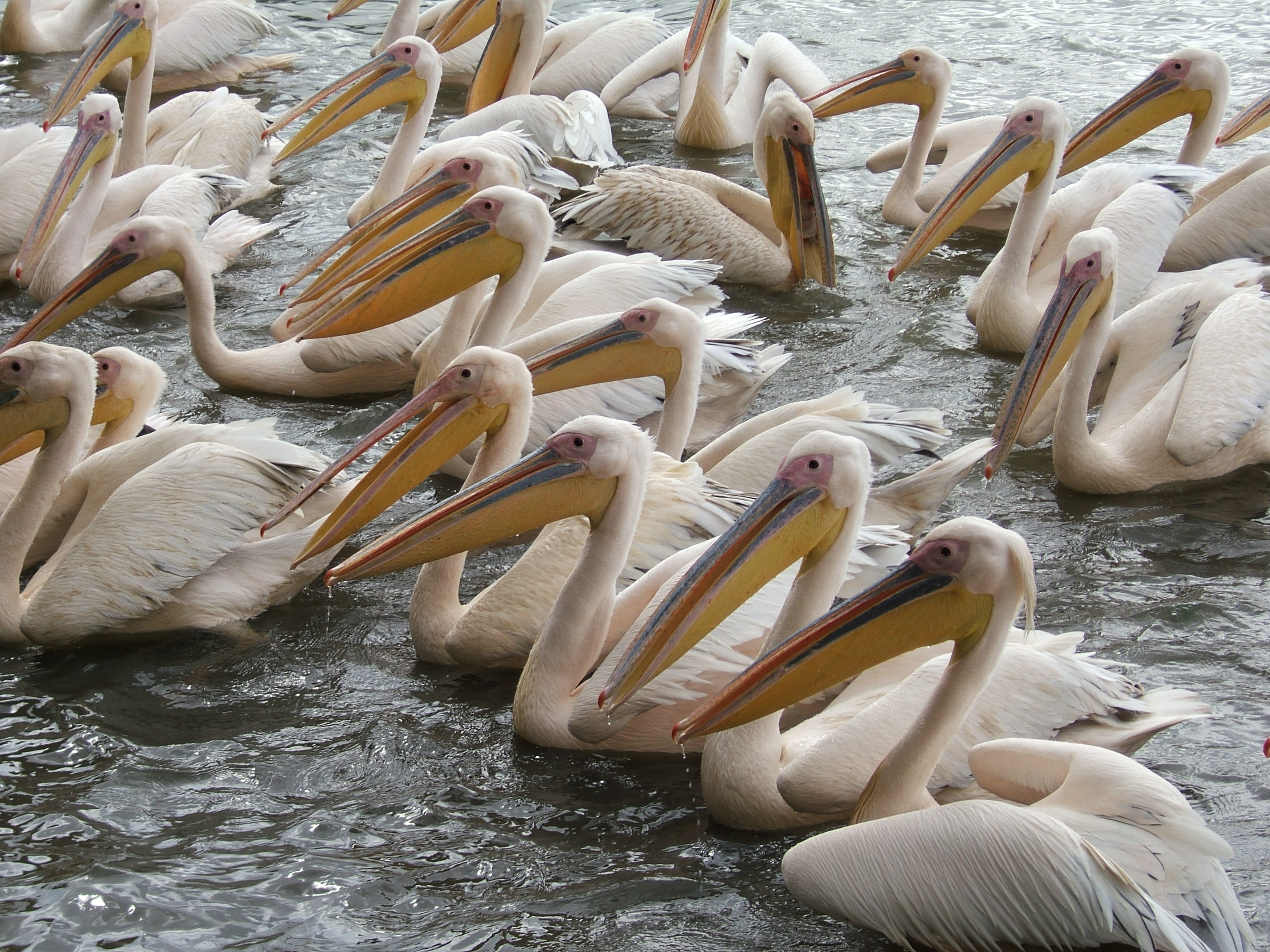
پلیکان‌ها در دریاچه تانا در اتیوپی

افزون بر حیوانات اهلی برشمرده در ادامه این بخش، جانوران گوناگون بسیارِ دیگری نیز در اتیوپی زندگی می‌کند. فیل را می‌توان در برخی مناطق کم‌ارتفاع، به‌ویژه در دره سوبات یافت. اسب آبی و تمساح در رودخانه‌های بزرگتری که به غرب می‌ریزند ساکن هستند، اما در هاواش یافت نمی‌شوند، در هاواش اما سمورهای آبی بزرگ‌جثه فراوانند. شیر در زمین‌های پست و در سومالی‌لند به تعداد زیاد وجود دارد. در اتیوپی مرکزی دیگر شیر مشاهده نمی‌شود مگر گاهی در دره‌های رودخانه. پلنگ‌ها، چه خالدار و چه سیاه، بسیار زیادند و اغلب از اندازه بسیار خوبی برخوردار هستند. کفتارها در همه جا یافت می‌شوند و مقاوم و وحشی هستند. وشق، گرگ، سگ وحشی و شغال نیز رایج است. گراز و گورکن به‌ندرت دیده می‌شوند. زرافه در مناطق غربی یافت می‌شود، گورخر و الاغ وحشی در فلات‌های تحتانی و تپه‌های سنگی شمال مکرر دیده می‌شوند.